# Amiga-Emulator
Amiga-Emulatoren sind Programme, die es ermöglichen, 68k-Amiga-Software auf anderen (modernen) Computer-Systemen zu nutzen. Sie emulieren meist einen kompletten klassischen Amiga der Generationen mit 68k-Prozessor einschließlich Hauptprozessor, Controller-, Grafik- und Sound-Unterstützung.

## Populäre Amiga-Emulatoren

### UAE
UAE (Abkürzung für Unix Amiga Emulator bzw. Ubiquitous Amiga Emulator, früher auch selbstironisch Unusable Amiga Emulator) ist ein kompletter Software-Emulator für alle Modelle der von Commodore International angebotenen „klassischen“ Amiga-Serie (A500/A2000/A1200/A4000 etc.), bietet Festplattenemulation und unterstützt OCS, ECS und AGA.
UAE wurde auf verschiedene Plattformen portiert, z. B.
FreeBSD,
macOS, iOS,
Linux, Android,
Blackberry,
Palm OS, PlayStation Portable,
Xbox,
Wii,
Dreamcast/Dingoo,
BeOS/ZETA/Haiku (Betriebssystem),
MS-DOS bzw. PC-kompatibles DOS,
Mac OS,
RISC OS
aber auch für MorphOS, AROS und AmigaOS4.x, beispielsweise um einen Amiga mit AmigaOS < 4.x auf einem AmigaOne oder Pegasos zu emulieren.
Für Windows wurde auf Basis von UAE eine spezielle Variante namens WinUAE entwickelt. WinUAE ist dabei die am aktivsten weiterentwickelte Version von UAE. Wiederum darauf basierend entstand E-UAE, um die besonderen Funktionen von WinUAE auf anderen Betriebssystemen nutzbar zu machen. Da E-UAE nicht weiterentwickelt wurde, entstand der Fork PUAE, um die aktuellen Entwicklungen von WinUAE auf Unix-artigen Plattformen wie z. B. Linux und macOS (vormals Mac OS X) verfügbar zu machen.
Vorwiegend an Spielern orientiert sich der von Frode Solheim initiierte Fork FS-UAE. Dieser umfasst, neben einer Weiterentwicklung des UAE, einen gesonderten Launcher und einen Arcade-Modus. Der Launcher ermöglicht eine übersichtliche Verwaltung von spielspezifischen Konfigurationen inkl. Anbindung an die Datenbank von openretro.org und dem Download von Spielen. Der Arcade-Modus orientiert sich an Nutzern, die den Emulator mit einem Gamepad auf dem Fernseher nutzen möchten und stellt ein dementsprechend aufbereitetes User Interface dar. Eine weitere Besonderheit ist die Umsetzung einer plattformneutralen Netplay-Funktion. Der FS-UAE Launcher kann mittlerweile auch zum Starten von Emulatoren anderer Systeme als dem Amiga genutzt werden.
Am 1. September 2012 wurde Scripted AMIGA Emulator (SAE), der von Rupert Hausberger mittels JavaScript realisiert wurde, veröffentlicht. Er basiert auf WinUAE und benötigt einen Browser, der HTML5 unterstützt sowie einen sehr leistungsfähigen Computer.
Einen ähnlichen Ansatz verfolgt die Lösung, die von Christian Stefansen speziell für Google Chrome mittels der Technologie Portable Native Client (PNaCl) umgesetzt wurde. Hier wird ein spezieller PUAE im Browser ausgeführt, indem zuerst der in plattformunabhängigem Bytecode auf dem Webserver vorliegende Emulator vom PNaCl in Maschinencode übersetzt wird.

### Fellow

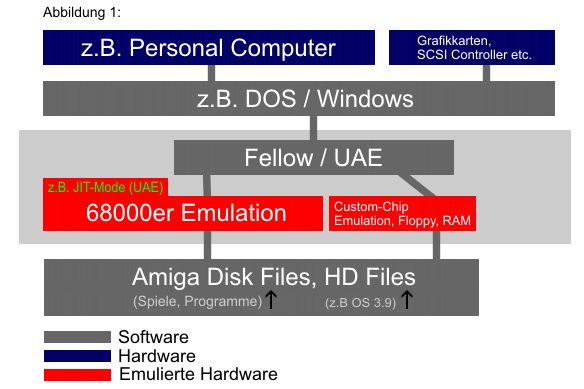
Abbildung 1, Funktionsweise von Fellow und UAE

Fellow ist ein Software-Emulator des Amiga 500 mit einigen Eigenschaften anderer Modelle (z. B. ECS blits, 68010-, 68020- und 68030-CPUs) und Festplattenemulation. Der Emulator ist in Watcom C++ (DOS) geschrieben und auf Windows (WinFellow), Linux (XFellow) und klassisches Mac OS (MacFellow) portiert. Die meisten Funktionen der originalen Amiga-Maschine werden emuliert. Fellow ist im Vergleich zu UAE recht schnell und kann so auf Systemen mit geringer Prozessorleistung wie dem 486er eingesetzt werden. Ins Leben gerufen wurde der Emulator durch den norwegischen Programmierer Petter Schau. Die letzte offizielle Version für DOS (The Fellow Project 0.3.6R1) wurde von Torsten Giebl und Dominik Schmidt veröffentlicht und enthält einige Speedhacks sowie ein integriertes Cheater-Modul. Für die Portierung zu Windows (WinFellow) wurden einige Teile der schnellen Assemblerroutinen in C übersetzt. Die Weiterentwicklung von WinFellow war seit 2005 eingestellt, wurde jedoch 2010 mit einem neuen Kompatibilitätsrelease für Windows Vista und Windows 7 wiederbelebt. Die Entwicklung von XFellow ist seit 2003 eingestellt.

### Amithlon

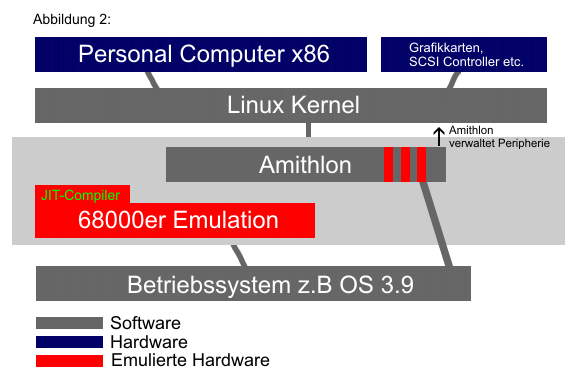
Abbildung 2, Funktionsweise von Amithlon

Amithlon ist eine kommerzielle Virtuelle Maschine, die eine Reihe von Amiga-Computern nachbildet. Amithlon enthält einen integrierten JIT-Compiler, basiert auf einem Linux-Kernel und greift auf spezielle x86-Treiber zu, welche die 68k-Emulation umgehen. So können Grafikkarten, SCSI- und ATAPI-Festplatten direkt unter AmigaOS 3.x angesprochen werden, was eine erhebliche Geschwindigkeitssteigerung mit sich bringt. Seinen Namen verdankt die Software einer Verschmelzung der Worte Amiga und Athlon. Das Paket bootet wie ein eigenständiges Betriebssystem und erlaubt es, aus einem Intel-/AMD-bestückten Standard-PC einen fast vollwertigen Amiga zu machen.
Die Weiterentwicklung wurde nach einem Streit um die Rechte zwischen Entwickler Bernd Meyer und Vertrieb Haage&Partner seitens Bernd Meyer eingestellt. Das Nachfolgeprojekt „Umilator“ wurde nicht mehr verwirklicht.

### Denise
Denise nimmt eine Sonderstellung unter den Emulatoren ein: Ursprünglich als C64-Emulator entwickelt, kann diese Gratis-Software für Windows, Linux, BSD und Mac ab Version 2.0 auch einen Amiga 500 und einen Amiga 1000 emulieren (für die Amiga-Emulation werden die Kickstart-Versionen 1.3 und 2.04 als .rom-Dateien benötigt).

## Lesen von Disketten
Da PC-Laufwerke mit einem Standard-Diskettencontroller ohne sehr spezielle Tricks (Hardwaremodifikation, Zusammenschalten zweier Laufwerke) keine Disketten im Amiga-Format lesen können, werden meist als Amiga Disk Files (ADF) bezeichnete Containerdateien benutzt, die ein Abbild (Image) der Amiga-Disketten enthalten. Diese können z. B. über ein Nullmodemkabel, via Netzwerk oder per CD-ROM vom Amiga zum PC übertragen werden.
Das Amiga-Format benutzt zwar genauso wie der PC die MFM-Kodierung, schreibt aber die Datenblocks einer Spur grundsätzlich alle auf einmal, und zwar lückenlos hintereinander, um so die Kapazität einer DD-Diskette von 720 kB auf 880 kB zu erhöhen. Dies wird von den in PCs eingesetzten Diskettencontrollern nicht unterstützt.

## Rechtliches
Für den Betrieb einer Amiga-Emulation ist grundsätzlich ein Image eines Kickstart-ROM nötig, das das Basissystem des Amiga-Betriebssystems darstellt, welches urheberrechtlich geschützt ist und käuflich erworben werden muss. Wer einen echten Amiga besitzt, besitzt bereits ein Kickstart-ROM und kann es mittels entsprechender Software in eine Datei extrahieren und auf einen anderen Computer übertragen und nutzen. Alternativ können Emulator-Distributionen wie Amiga Forever und Amiga Classix im Handel gekauft werden, die diese ROMs und oft auch das AmigaOS (Workbench) mitliefern. Auch ist es inzwischen (mit Einschränkungen) möglich, stattdessen ein Kickstart-ROM des freien Betriebssystems AROS zu verwenden.

### UAE, WinUAE, PUAE/E-UAE, FS-UAE und SAE
- Offizielle Website von UAE (Memento vom 12. August 2013 im Internet Archive) (englisch)
- Offizielle Website von WinUAE (englisch)
  - deutschsprachige Informationen zu WinUAE
  - Offizielle Website von WinUAE (Memento vom 30. September 2023 im Internet Archive) In: webwood.de (deutscher Mirror)
  - Amiga Emulator WinUAE Einrichtung und Konfiguration In: software-megastore.de
- Offizielle Website von PUAE (Memento vom 30. November 2014 im Internet Archive) (englisch)
- Offizielle Website von E-UAE, einer UAE-Weiterentwicklung basierend auf WinUAE (englisch)
- Offizielle Website von FS-UAE (englisch)
- Offizielle Website des Scripted Amiga Emulator (englisch)

### Fellow
- WinFellow – Windows (englisch)
- XFellow (Linux) (englisch)

### Emulator-Distributionen
- Offizielle Website von Amiga Forever In: amigaforever.com (englisch)